# 邵灿
邵燦（1803年—1862年），字耀圃，号又村，浙江紹興府餘姚縣（今宁波余姚市）人，晚清大臣。官至漕運總督。

## 生平
清朝道光十二年（1832年）壬辰，賜进士出身，選庶吉士，散館授翰林院编修。歷任鴻臚寺卿、光祿寺卿、太常寺卿、大理寺卿。道光三十年（1850年）升內閣學士。咸豐初，以吏部左侍郎之职在军机大臣上行走。咸豐三年十二月乙未出任漕运总督，并兼署南河河道總督。后被委任为浙江督办团练大臣。
同治元年（1862年）卒，谥文靖。

## 家族
有子邵曰濂和邵友濂，均为晚清重臣；曾孙邵洵美。

## 遗物
- 《題參縣官接徵漕項錢糧限滿未完》（文书）